# Lancia Montecarlo
Lancia Montecarlo (Type 137) — спортивное купе, разработанное Pininfarina и выпускавшееся итальянским автопроизводителем Lancia с 1975 по 1981 годы.
Модель первой серии, выпускавшаяся с 1975 по 1978 года, была известна как Lancia Beta Montecarlo, а автомобили второй серии, сошедшие с конвейера с 1980 по 1981 год, называли просто Lancia Montecarlo. В обоих случаях название Montecarlo писалось без дефиса, в отличие от Монте-Карло в Монако. Обе серии выпускались в версиях купе и тарга. Кузов родстер продавался в США как Lancia Scorpion в 1976 и 1977 годы.
Всего было выпущено 7798 автомобилей. Из этого количество моделей первой серии 3558 единиц и 817 единиц второй серий в кузове тарга; 2080 единиц первой серии и 1123 единиц второй серии в кузове купе. Также было построено 220 гоночных автомобилей (Lancia 037).

## Разработка
Первая серия Beta Montecarlo
в кузове тарга, 1975
Fiat искал замену для своего купе Fiat 124, поэтому Pininfarina было поручено спроектировать и разработать новый автомобиль. Однако, Bertone придумала более дешёвую альтернативу, Fiat X1/9. Pininfarina продолжила свой проект Fiat X1/8, который предусматривал создание спортивного автомобиля со средним расположением 3-литрового двигателя V6. Проект X1/8 должен был стать первым автомобилем Pininfarina, полностью самостоятельно разработанным и построенным, а не основанным на уже существующем серийном автомобиле. Разработки начались в 1969 году, а окончательный проект был представлен в 1971 году Паоло Мартином.
Из-за первого нефтяного кризиса в 1970-х годах проект был переименован в X1/20, а двигатель был заменён на 2-литровую четырёхцилиндровую версию. Первым прототипом X1/20 был гоночный Fiat Abarth SE 030, появившийся в 1974 году. После гоночного сезона 1974 года, Fiat прекратил свою программу Abarth SE 030. Проект X1/20 был передан Lancia, которая хотела создать премиальную версию Fiat X1/9.
Lancia для своего автомобиля выбрала двухлитровый четырёхцилиндровый двигатель от Fiat 124 Sport Coupé, подвеску макферсон, пятиступенчатую механическую коробку передач и дисковые тормоза вкруг. Montecarlo выпускался в кузовах купе с жесткой крышей и тарга со складной.
| Купе  | 0 | 412  | 900  | 740  | 28 | 0 | 671  | 452 | 0   | 3203 |
| Тарга | 2 | 772  | 2279 | 478  | 27 | 0 | 437  | 380 | 0   | 4375 |
| Ралли | 0 | 0    | 0    | 0    | 0  | 0 | 0    | 11  | 209 | 220  |
| Всего | 2 | 1184 | 3179 | 1218 | 55 | 0 | 1108 | 843 | 209 | 7798 |

## Модели

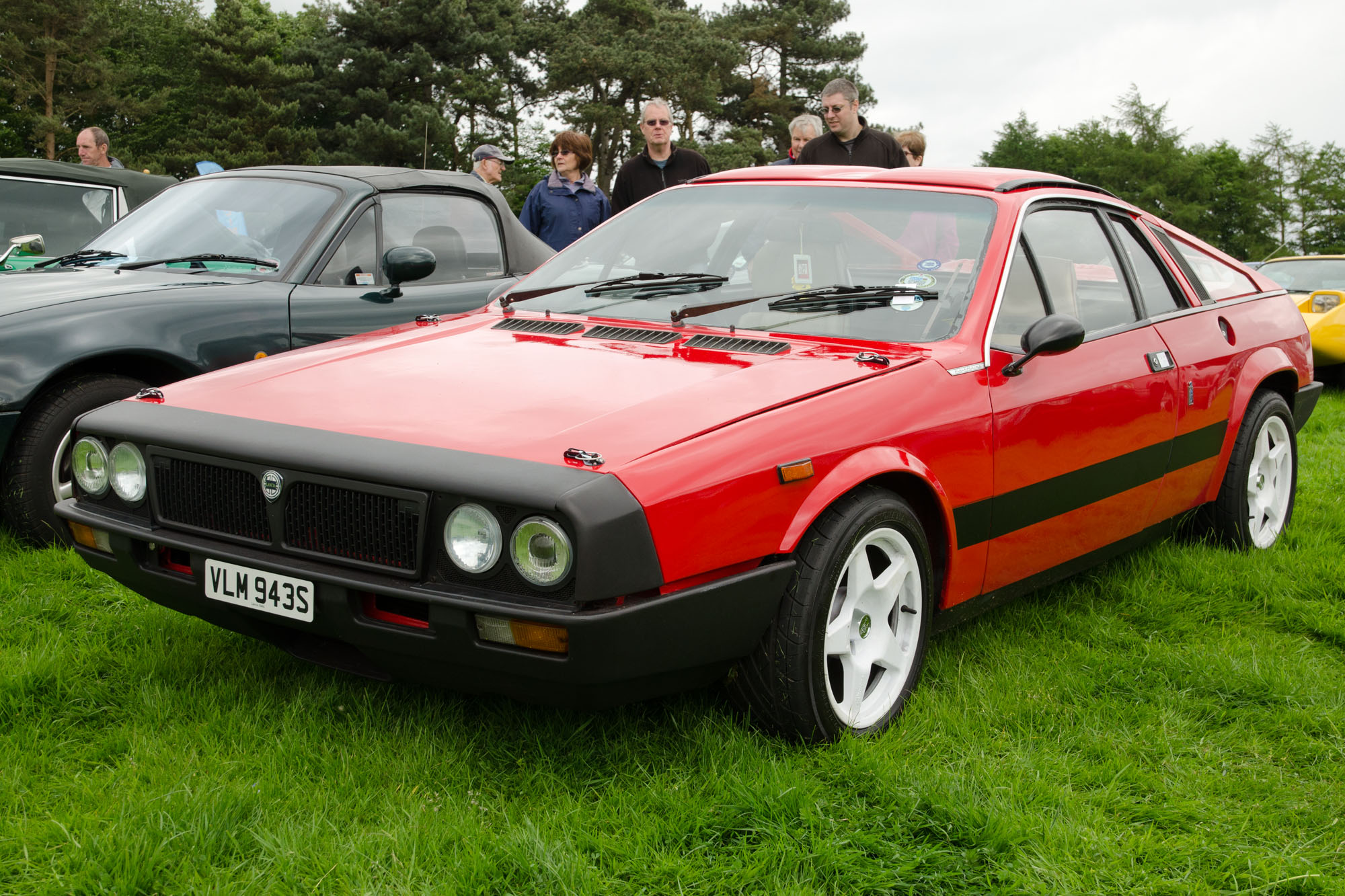
Купе Lancia Beta Montecarlo, 1977

### Первая серия
Beta Montecarlo была представлена на 45-м Женевском автосалоне в марте 1975 года. Автомобили первой серии (выпускались с 1975 по 1978 год) обозначались как Lancia Beta Montecarlo. На эти автомобили устанавливались рядные четырёхцилиндровые двигатели Fiat Lampredi объёмом 1995 см³ с двумя распределительными валами, развивавшие 120 л. с. (88 кВт) при 6000 об./мин. Максимальная скорость достигала 190 км/ч, а время разгона до 100 км/ч составило 9,3 секунды.
На автомобили первой серии устанавливались уникальные легкосплавные 13-дюймовые колёсные диски. Салон в стандартной комплектации был обтянут виниловой плёнкой, тканевый салон был опцией. В стандарте устанавливалось и одно зеркало со стороны водителя, правое было так же опцией. В 1978 году производство серии Beta Montecarlo было остановлено.

### Lancia Scorpion

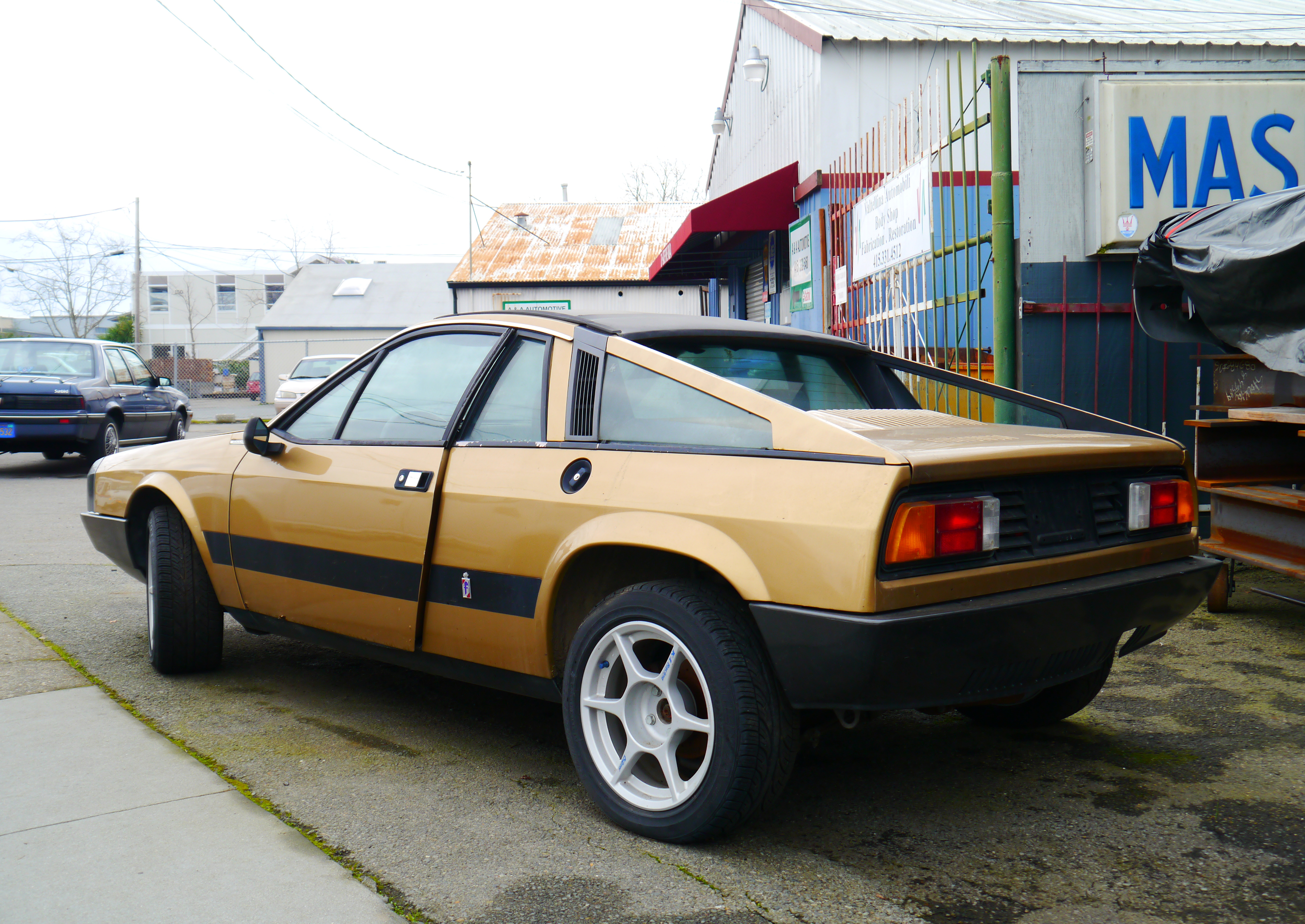
Lancia Scorpion (США), 1976

В течение двух лет, в 1976 и 1977 годах, Beta Montecarlo продавалась в Соединённых Штатах. Автомобиль был переименован в Lancia Scorpion, так как название Monte Carlo уже использовалось в Америке компанией Chevrolet. Всего было выпущены 1801 единица в 1976 году и проданы, как модели 1976 и 1977 годов (1396 и 405 соответственно).
Из-за строгих правил выхлопов, в США требовалось устанавливать двигатель с двумя распредвалами объёмом 1756 см³ и специальное оборудование. По этой причине мощность двигателя составляла всего 81 л. с. (60 кВт), по сравнению с 120 л. с. Montecarlo. Для соответствия другим требованиям, Scorpion получил большой бампер и изменённые фары, появились дополнительные воздуховоды для охлаждения катализатора. Все автомобили Scorpion были с откидным верхом.

### Вторая серия
После двухлетнего перерыва обновлённая вторая серия была представлена в 1980 году. Приставка Beta из названия исчезла, и теперь автомобиль просто назывался Lancia Montecarlo.
В экстерьере наиболее заметными изменениями стали обновлённая решётка радиатора, впервые появившаяся на Delta 1979 года, остеклённые задние стойки (обеспечивающие лучшую видимость) и алюминиевая полоса над задним бампером во всю ширину автомобиля. Большие легкосплавные 14-дюймовые колёсные диски с пятью спицами от Beta устанавливались вместе с увеличенными тормозными суппортами, а вакуумный усилитель был убран, так как способствовал блокировке тормозов. В салоне устанавливалось новое трёхспицевое рулевое колесо MOMO, вместо старого двухспицевого, также обновилась отделка салона. Изменился и двигатель, для усиления крутящего момента была повышена степень сжатия, появилось электронное зажигание Marelli и новый карбюратор.